# دیسکو کورپوریشن
دیسکو کورپوریشن (انگلیسی: Disco Corporation) شرکت الکترونیک ژاپنی است، که در سال ۱۹۳۷ تأسیس شد.